# كونستانتين برون
كونستانتين برون (بالدنماركية: Constantin Brun)‏ هو تاجر ودبلوماسي دنماركي، ولد في 27 نوفمبر 1746 في روستوك في ألمانيا، وتوفي في 19 فبراير 1835 في كوبنهاغن في الدنمارك.